# Barriolucio
Barriolucio es la denominación de una localidad en Castilla la Vieja, hoy comunidad autónoma de Castilla y León, provincia de Burgos (España). Está situada en la comarca de Páramos y en la actualidad depende del Ayuntamiento de Valle de Valdelucio.

## Situación
Dista 4 km de la capital del municipio, Quintanas.

## Historia
Lugar que formaba parte de la Jurisdicción de Villadiego en el Partido de Villadiego, uno de los catorce que formaban la Intendencia de Burgos, durante el periodo comprendido entre 1785 y 1833, en el Censo de Floridablanca de 1787, jurisdicción de señorío siendo su titular el Duque de Frías, alcalde pedáneo.

## Descripción de Madoz
Barrio-Lucio y la Riba, ayuntamiento compuesto por dos barrios, con 22 vecinos. Cuéntanse entre los dos barrios 14 casas, entre las cuales se halla la consistorial, tiene una fuente dentro del pueblo y 5 en el término de buenas aguas.

## Demografía
Evolución de la población
| Gráfica de evolución demográfica de Barriolucio entre 2000 y 2020  |
|                                                                    |
| Población de derecho (2000-2020) según el padrón municipal del INE |

## Hayedos de Valdelucio
Revisten mucha importancia medioambiental los abundantes cortados rocosos, destacando el apretado desfiladero en el que tiene sus fuentes el río Lucio, también conocido como de La Hoz por sus inaccesibles cortados rocosos, donde anida una abundante colonia de buitre leonado, además de otras rapaces: alimoche, águila real, halcón peregrino, búho real y ocasionalmente águila perdicera y quebrantahuesos.

## Parroquia
Dedicada a Nuestra Señora del Pilar.